# Talang Segegah
Talang Segegah is een bestuurslaag in het regentschap Merangin van de provincie Jambi, Indonesië. Talang Segegah telt 518 inwoners (volkstelling 2010).